# Municipalità locale di Gamagara
Gamagara è una municipalità locale (in inglese Gamagara Local Municipality) appartenente alla municipalità distrettuale di Kgalagadi della Provincia del Capo Settentrionale in Sudafrica. 
In base al censimento del 2001 la sua popolazione è di 23.202 abitanti.
La sede amministrativa e legislativa è la città di Kathu e il suo territorio si estende su una superficie di 2.619 km² ed è suddiviso in 4 circoscrizioni elettorali (wards). Il suo codice di distretto è NC453.

## Geografia fisica

### Confini
La municipalità locale di Gamagara confina a nord con il District Management Areas NCDMACB1, a nord e a est con quella di Ga-Segonyana, a sud con quella di Tsantsabane (Siyanda) e a ovest con il District Management Areas NCDMA08.

### Città e comuni
- Dibeng
- Dingleton
- Ditloung
- Kathu
- Olifantshoek
- Sishen

### Fiumi
- Dooimansholte
- Ga-Mmatshephe
- Ga-Mogara
- Olifantsloop
- Vlermuisleegte